# Comps, Drôme
Comps este o comună în departamentul Drôme din sud-estul Franței. În 2009 avea o populație de 169 de locuitori.

## Evoluția populației
| An        | 1975 | 1982 | 1990 | 1999 | 2006 | 2009 |
| --------- | ---- | ---- | ---- | ---- | ---- | ---- |
| Populație | 104  | 129  | 137  | 118  | 153  | 169  |